# Partito Progressista Nazionale (Finlandia)
Il Partito Progressista Nazionale (Kansallinen Edistyspuolue in finlandese) fu un partito politico liberale della Finlandia dal 1918 al 1951. Nacque da esponenti politici che rifiutarono la fusione tra il Partito nazionale e il Partito della giovane Finlandia. Tra i membri più famosi del partito vi furono Kaarlo Juho Ståhlberg e Risto Ryti, il primo e il quinto Presidente della Repubblica finlandese,
e Sakari Tuomioja.
Edistyspuolue terminò la sua esistenza della primavera del 1951, dato che molti dei suoi membri si erano uniti al Partito Popolare Finlandese (Suomen Kansanpuolue). Un gruppo di minoranza tra cui vi era Sakari Tuomioja fondò il Vapaamielisten Liitto.
Nel 1965 i due partiti si raggrupparono in quello che oggi è il Partito Popolare Liberale.